# Kirchenkreis Augsburg
Der Kirchenkreis Augsburg war einer der sechs Kirchenkreise der Evangelisch-Lutherischen Kirche in Bayern (ELKB). Sein Gebiet war deckungsgleich mit dem Regierungsbezirk Schwaben. Etwa 261.000 evangelische Christen (Stand 31. Dezember 2019) lebten in mehr als 150 Kirchengemeinden. Sitz des Regionalbischofs war Augsburg. Zum 1. März 2025 wurde er im Zuge einer Strukturreform mit den Kirchenkreisen München und Regensburg zum Kirchenkreis Schwaben-Altbayern fusioniert.

## Geschichte
Der Kirchenkreis Augsburg wurde 1971 durch Ausgliederung aus dem Kirchenkreis München errichtet und war damit der jüngste der sechs bayerischen Kirchenkreise. Dennoch können die Evangelischen hier auf eine lange Geschichte zurückblicken. In den ehemaligen Reichsstädten Augsburg, Kaufbeuren, Kempten, Lindau, Memmingen und Nördlingen, in den Gebieten um Memmingen, Neu-Ulm und im Ries sowie in vereinzelten ehemaligen Reichsritterschaften reicht die protestantische Tradition bis in die Reformationszeit im 16. Jahrhundert zurück. Viele evangelische Gemeinden wurden dann im Zuge der Industrialisierung und des Eisenbahnbaus um die Wende zum 20. Jahrhundert gegründet.
Die Heimatvertriebenen, viele von ihnen evangelischer Konfession, gaben nach dem Zweiten Weltkrieg den Ausschlag zur Gründung weiterer evangelischer Kirchengemeinden. Diese geschichtliche Entwicklung begründet heute ganz unterschiedliche konfessionelle Verhältnisse in Bayerisch-Schwaben. Im Süden, besonders im Allgäu, befinden sich die Evangelischen in einem mehrheitlich katholisch geprägten Umfeld, im Ries sind dagegen oft ganze Dörfer rein evangelisch geprägt.
Eine wichtige Rolle im kirchlichen Leben im Kirchenkreis Augsburg spielte die Gäste- oder Kurseelsorge. An zahlreichen Orten werden Berggottesdienste und andere Veranstaltungen angeboten, die sich besonders, an die zahlreichen Urlauber und Kurgäste in den Tourismuszentren wenden.
Als Regionalbischof Axel Piper im September 2024 in den Ruhestand trat, endete eine Ära, wie die Augsburger Allgemeine schrieb. Seine Stelle wurde nicht wiederbesetzt, weil es Planungen zur Reduktion der Zahl der Kirchenkreise gab. im November 2024 beschloss Dd Landessynode der ELKB, dass die drei Kirchenkreise München, Augsburg und Regensburg ab März 2025 wieder zusammengeschlossen werden sollen. Der neue Kirchenkreis Schwaben-Altbayern soll in einer Erprobungsphase zunächst von zwei Regionalbischöfen geleitet werden.

## Dekanatsbezirke
Es gibt fünf Dekanatsbezirke:
- Augsburg,

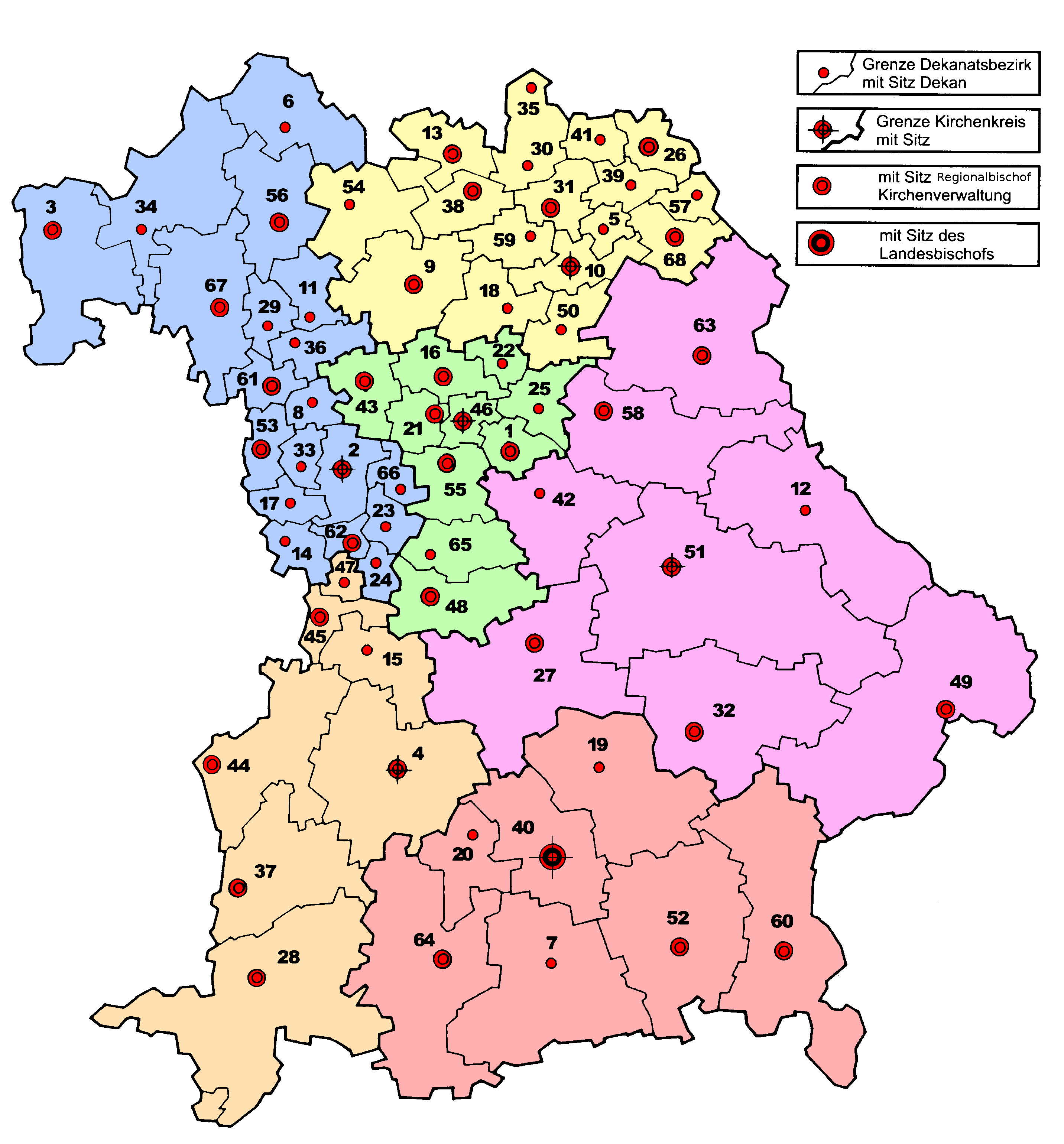
Der Kirchenkreis Augsburg mit seinen (bis 2024) sieben Dekanatsbezirken erscheint in hellbrauner Farbe innerhalb der ELKB

- Donau-Ries (ab 2025, hervorgegangen aus der Fusion der ehemaligen Dekanate Donauwörth, Nördlingen und Oettingen)
- Kempten,
- Memmingen,
- Neu-Ulm

## Kreisdekane (bis 1999) bzw. Regionalbischöfe
- Walter Rupprecht (1971–1983)
- Johannes Merz (1983–1994), Oberkirchenrat
- Ernst Öffner (1995–2008)
- Michael Grabow (2009–2018)
- Axel Piper (2019–2024)